# Deutscher Tonkünstlerverband
Der Deutsche Tonkünstlerverband (DTKV) ist der älteste und größte Berufsverband für Musiker in Deutschland. Der Dachverband mit Sitz in München und einer Geschäftsstelle in Passau ist die Standesvertretung für alle Musikberufe (Interpreten, Komponisten, Musikpädagogen, Hochschul- und Musiklehrer) und vertritt nach eigenen Angaben mehr als 9000 Mitglieder.
Der DTKV ist in 14 eigenständige Landesverbände untergliedert. Oft gibt es eine weitere Untergliederung in Regionen oder Städte, die nicht in allen Landesverbänden als eigenständige Vereine tätig sind.
Der DTKV unterstützt und koordiniert seine Mitglieder. Er vertritt ihre Interessen in Deutschland und im Ausland und hat dafür Sitze im Deutschen Musikrat, Deutschen Kulturrat und im Beirat der Künstlersozialkasse. Außerdem leistet der DTKV Politikberatung gegenüber der Beauftragten der Bundesregierung für Kultur und Medien und der Kultusministerkonferenz. Zudem dient er als Interessenvertretung im Thema Urheberrecht.
Der Verband unterhält seit 1980 ein Manuskriptarchiv mit Sitz in Siegburg und München. Ziel ist die Erleichterung der Veröffentlichung von Kompositionen und der Erwerb von zeitgenössischer Musik, welche noch nicht öffentlich erschienen ist. Darüber hinaus unterhält der Verband auch eine Musiklehrer-Datenbank, über die sowohl Leistungen angeboten als auch Gesuche abgegeben werden können.
Der Verein richtet mit Musikhochschulen mehrere Kongresse und Tagungen im Jahr aus. Er organisiert Fortbildungsveranstaltungen und Meisterkurse für seine Mitglieder sowie die Deutsch-Österreichisch-Schweizerische Studientagung.

## Geschichte
1844 wurde der erste Tonkünstlerverband in Berlin (Berliner Tonkünstlerverein, BTV) gegründet; Gründungsmitglied war unter anderem der Pianist Theodor Kullak. Zum Publikationsorgan wurde die 1847 gegründete Neue Berliner Musikzeitung im Verlag Bote & Bock. 
1859 fand die erste Tonkünstlerversammlung in Leipzig statt.
Weitere wichtige Grundlage für einen ganz Deutschland umfassenden Tonkünstlerverein war 1861 die Gründung des  Allgemeinen Deutschen Musikvereins, unter anderem durch Franz Brendel und Franz Liszt; Letzterer wurde 1871 zum Ehrenmitglied des BTV ernannt. 
1861 fand auch das erste Tonkünstlerfest in Weimar statt.
1874 schlossen sich vier mittlerweile existierende Tonkünstlervereine in Berlin, Hamburg, Leipzig und München zum Verband deutscher Tonkünstlervereine zusammen; 1903 wurde der Zentralverband deutscher Tonkünstler und Musiklehrer gegründet.
Im Jahre 1922 wurde dann der Reichsverband deutscher Tonkünstler und Musiklehrer (RDTM) mit zehn Landesverbänden gegründet, der 1933 im Rahmen der Gleichschaltung aufgelöst und in die Reichsmusikkammer überführt wurde.
1946 gründete sich erneut der Verband deutscher Tonkünstler und Musiklehrer (VDTM), der sich 1964 in VDMK (Verband deutscher Musikerzieher und konzertierender Künstler) umbenannte und seit 1993 die jetzige Bezeichnung DTKV führt.